# Anahita blandini
Anahita blandini là một loài nhện trong họ Ctenidae.
Loài này thuộc chi Anahita. Anahita blandini được Pierre L. G. Benoit miêu tả năm 1977.